# Gare de Mölle
La gare de Mölle (en suédois : Mölle station) est une gare ferroviaire suédoise, située sur le territoire de la Commune de Mölle, dans le Comté de Scanie. 
Ouverte en 1910, elle est définitivement fermée en 1963.

## Histoire
La gare se trouvait sur la ligne du Möllebanan qui liait les villes de Höganäs et Mölle. La gare est construite pour servir les voyageurs à la recherche des plages du village. Des trains remplies circulaient au cours de l'été, mais non le reste le reste de l'année. Des trains express venaient de Stockholm et Copenhague. La ligne fait faillite en 1920 et l’état reprend la ligne. Des trains circulent jusqu’en 1963; les automobiles et les camions mettent fin à l’utilité de la ligne .
Depuis la fermeture, la gare sert centre communautaire. Les membres du public peuvent louer le bâtiment de la gare et l'annexe.

## Patrimoine ferroviaire
L'ancien bâtiment voyageurs a été réaffecté en lieu d'expositions.

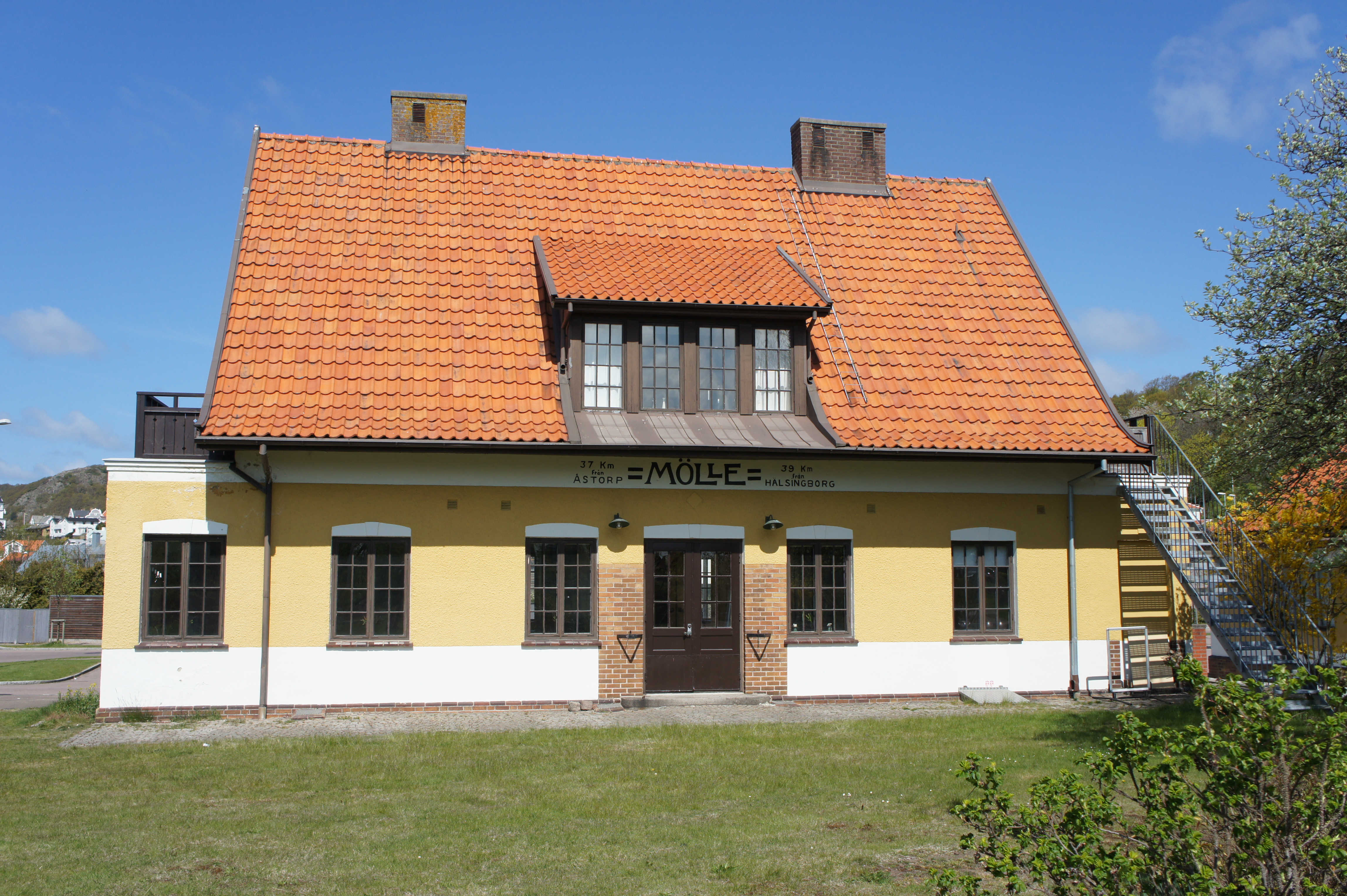
L'ancien bâtiment en 2011